# Aracaca
Aracaca é uma comunidade na região de Barima-Waini, na Guiana Essequiba, situada às margens do rio Barima e 19 quilómetros ao sul do Porto Kaituma, a uma altitude de 63 metros.
É o centro do distrito aurífero,  apresentando depósitos lateríticos - saprolíticos . A mineração de ouro na área atraiu mineradoras internacionais, como Alicanto Minerals Ltd (Austrália) e Barrick Gold Corporation (Canadá). 
A população de Aracaca varia de acordo com a quantidade de extração mineral da região. Anteriormente, as lanchas subiam o rio regularmente até Aracaca, onde um diretor de mineração estava estacionado.  Aracaca tem um posto policial. 
Matthews Ridge é um assentamento próximo também na sub-região de Matarcai. 

## Demografia
Segundo o censo populacional de 2002, tinha 276 habitantes. Esse número varia de acordo com a atividade de extração mineral da região.
| Dados     | Funcionários | Profissionais </br> e técnicos | Clero | Comércio e </br> Serviços | Sobre. agrícola | Sobre. industrial | Ocupar. </br> elementais | SD | Total |
| --------- | ------------ | ------------------------------ | ----- | ------------------------- | --------------- | ----------------- | ------------------------ | -- | ----- |
| População | 0            | 6                              | 0     | 101                       | 10              | 5                 | 64                       | 87 | 276   |